# Station Daikokucho
Station Daikokucho (大国町駅, Daikokuchō-eki) is een metrostation in de wijk Naniwa-ku in de Japanse stad Osaka. Het wordt aangedaan door de Midosuji-lijn en de Yotsubashi-lijn. Het is het enige metrostation in Osaka waar men op hetzelfde perron op een andere lijn kan overstappen.

## Lijnen

### Yotsubashi-lijn(stationsnummer Y16)
| 1 | ■ Midosuji-lijn   | richting Tennōji en Nakamozu                  |
| 2 | ■ Yotsubashi-lijn | richting Tamade en Suminoekōen                |
| 3 | ■ Yotsubashi-lijn | richting Yotsubashi, Higobashi en Nishi-Umeda |
| 4 | ■ Midosuji-lijn   | richting Namba, Umeda, Shin-Osaka en Esaka    |

## Geschiedenis
Het station werd in 1938 geopend. De perrons van de Yotsubashi-lijn werden in 1942 voltooid.

## Stationsomgeving
- Station Imamiyaebisu voor de Hankai-lijn
- Bibliotheek van Naniwa
- Kidzuoroshi-markt
- Hoofdkantoor van Kubota
- Shikishimatsu no miya-schrijn
- Imamiya Ebisu-schrijn
- Autoweg 25
- Autoweg 26
- Stadsdeelkantoor van Naniwa
- FamilyMart
- Sunkus (3x)

Nishi-Umeda · Higobashi · Hommachi · Yotsubashi · Namba · Daikokuchō · Hanazonochō · Kishinosato · Tamade · Kita-Kagaya · Suminoekōen